# Адитьи
Ади́тьи, или Суры (санскр. им. мн. Surâs) , — в индуизме группа божеств, сыновья Адити (= «бесконечность») и мудреца Кашьяпы. Как низшие божества, обитают на небе и находятся в связи с солнцем, Сурьей. Уничтожают могущество демонов Асуров, детей Кашьяпы и его другой жены, Дити (= «гибель», «конечность»), после многочисленных и жестоких битв с ними.

## Веды
В «Риг-веде» Адитьи — семь космических божеств, возглавляемых Варуной и сопровождаемых Митрой
1. Варуна
2. Митра
3. Арьяман
4. Бхага
5. Анша
6. Дакша
7. Индра

Восьмой Адитья, Мартанда, был отвергнут Адити, которая оставила себе семь сыновей. В «Яджур-веде» (Тайттирия-самхита) число Адитьев — восемь, восьмым является Вивасват. «Риг-веда» (X.72) говорит про восьмерых Адитьев, восьмым называется Мартанда (позже на его место встал Вивасван).
Восьмеро сыновей у Адити,

Которые рождены из (её) тела.

С семерыми она присоединилась к богам,

Мартанду отбросила прочь.

С семерыми сыновьями Адити

Присоединилась к первому поколению.

К потомству, как и к смерти,

Она снова привела Мартанду.
Как класс божеств, Адитьи Ригведы отличались от других групп, таких как Маруты, Рибху и Вишвадевы (хотя Митра и Варуна были связаны с последними).

## Брахманы
Веды не идентифицируют Адитьев и не имеют никакой классификации тридцати трёх богов, кроме «Яджур-веды» (VII.19), которая говорит про одиннадцать богов небес (Сварга), одиннадцать богов воздушного пространства и одиннадцать земных богов. В разных местах «Шатапатха-брахманы» упоминаются восемь или двенадцать Адитьев. Список двенадцати Адитьев:
1. Анша
2. Арьяман
3. Бхага
4. Дакша
5. Дхатри
6. Индра
7. Митра
8. Рави
9. Савитар
10. Сурья
11. Варуна
12. Яма

## УпанишадыиПураны
Обычно Адитьей называют Вишну («Чхандогья-упанишад») в Его форме Ваманы, так как Его мать — Адити.
Список Адитьев из «Вишну-пураны» (I.15) следующий:
1. Анша
2. Арьяман
3. Бхага
4. Дхути
5. Митра
6. Пушан
7. Шакра
8. Савитар
9. Тваштар
10. Варуна
11. Вишну
12. Вивасват